# 2819 Ensor
2819 Ensor è un asteroide della fascia principale del diametro medio di circa 11 km. Scoperto nel 1933, presenta un'orbita caratterizzata da un semiasse maggiore pari a 2,7588116 UA e da un'eccentricità di 0,2033882, inclinata di 2,43886° rispetto all'eclittica.